# Légendes urbaines (série télévisée)
Légendes urbaines est une émission de télévision documentaire québécois animé par Frédéric Pierre. La série est diffusée de 2005 à 2015 sur la chaîne Canal D. Avec l'accompagnement d'experts en matière de légendes urbaines, l'émission contient des reconstitutions de populaires légendes urbaines qui circulent dans notre société.

## Épisodes

### Saison 4 (2012-2013)
- Épisode 1 : science-fiction
- Épisode 2 : Sur la route
- Épisode 3 : Dieu et diable
- Épisode 4 : La vengeance des revenants
- Épisode 5 : magie et malédiction
- Épisode 6 : les pouvoirs méconnus
- Épisode 7 : Les fantômes
- Épisode 8 : dons psychiques
- Épisode 9 : Contacts d'un autre monde
- Épisode 10 : les maisons hantées

### Saison 5 (2014-2015)
- Épisode 1 : Horreur
- Épisode 2 : Arnaques
- Épisode 3 : Santé en danger
- Épisode 4 : En pays étranger
- Épisode 5 : Fin du monde
- Épisode 6 : Crimes
- Épisode 7 : Paranormal
- Épisode 8 : Malchance
- Épisode 9 : Folie meurtrière
- Épisode 10 : Sexe, jalousie et vengeance

## Fiche technique
- Animateur et narrateur : Frédéric Pierre
- Réalisation : Chantal Limoges
- Producteurs : Pierre Lawrence et Daniel Harvey
- Scénario : Johanne De Bellefeuille et Pierre Couture
- Musique : Dazmo
- Direction artistique : Véronic Riopel-Denis
- Directeurs photo : Jean-Philippe Pariseau, Maxime Pelletier et Francis Piquette
- Son : Philip Goyette
- Maquillage : Catherine Beaudoin
- Montage : Philippe Fafard